# Ulf Lundkvist
Ulf Lundkvist (né le 16 janvier 1952 à Norrköping) est un peintre, illustrateur et auteur de bande dessinée suédois actif depuis les années 1970. 

## Biographie
Auteur de nombreuses histoires et séries dans Dagens Nyheter, ETC et surtout Galago. Particulièrement connu pour les strips humoristiques du hot-dog anthropomorphe Assar (sv), il a également réalisé des bandes dessinées se déroulant dans les Suède des années 1940 à 1960 illustrées dans un style pictural.

## Distinctions
- 1983 : Prix Adamson du meilleur auteur suédois pour l'ensemble de son œuvre
- 1991 : Prix Urhunden du meilleur album suédois pour Medan kaffet kallnar
- 1997 : Prix Urhunden du meilleur album suédois pour Assar t. 6 : Baron Bosse Story